# Sandvedel
Sandvedel (Astragalus arenarius) är en sällsynt skandinavisk växt, allt sedan Carl von Linnés resa till Skåne endast känd från dess kuster, där den särskilt växer ymnigt på flygsandsfälten och drivorna i Vittskövle-trakten. Någon gång anträffas den även på barlast på andra ställen av Sveriges östersjökust. Den är en utpräglat psamofil växt, avpassad för livet i flygsandsjordmånen, eller, såsom ordet betyder, en "flygsandsälskande" art, ett namn, som kanske måhända säger för mycket, eftersom växter trivs på en dylik jordmån, därför att de framför andra är i stånd att där uthärda sin tillvaro. Benämningen psammofyt eller sandväxt är därför att föredra. Sandkloärtens underjordiska stammar är mycket långa och rikt förgrenade till vitt krypande och djupt nedträngande utlöpare, och rötterna går på djupet ned till de sandlager, som hållas fuktiga av grundvattnet. Stjälkarna är däremot helt korta (1-2 decimeter långa) och ofta nedtryckta eller utbredda över sanden, så att endast de blombärande topparna är böjda upp över marken; bladen är merendels rännformigt hopvikna, så att blott den vitludna undersidan synes men översidan döljes och skyddas. Även baljorna är vitludna. Dessa anordningar hos de ovanjordiska delarna syftar till att trygga växten mot temperaturväxlingar och vattenförlust på den vindöppna, ofta överdrivet ljusstarka och upphettade ståndorten i flygsanden.
En äldre svensk synonym är sandkloärt.